# Josephine Silone Yates

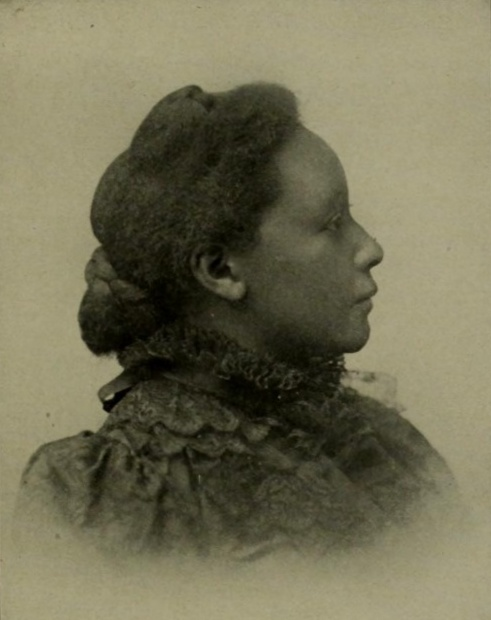
Josephine Silone Yates (1902)

Josephine Silone Yates (* 15. November 1859 in Mattituck, Long Island, Vereinigte Staaten; † 3. September 1912 in Kansas City, Missouri, Vereinigte Staaten) war eine amerikanische Chemikerin und Hochschullehrerin. Sie war die erste Afroamerikanerin, die die naturwissenschaftliche Fakultät einer Hochschule leitete, und die eine ordentliche Professur an einem US-College hatte. Sie war die erste Präsidentin der Women's League of Kansas City und später war sie Präsidentin der National Association of Colored Women.

## Leben und Werk

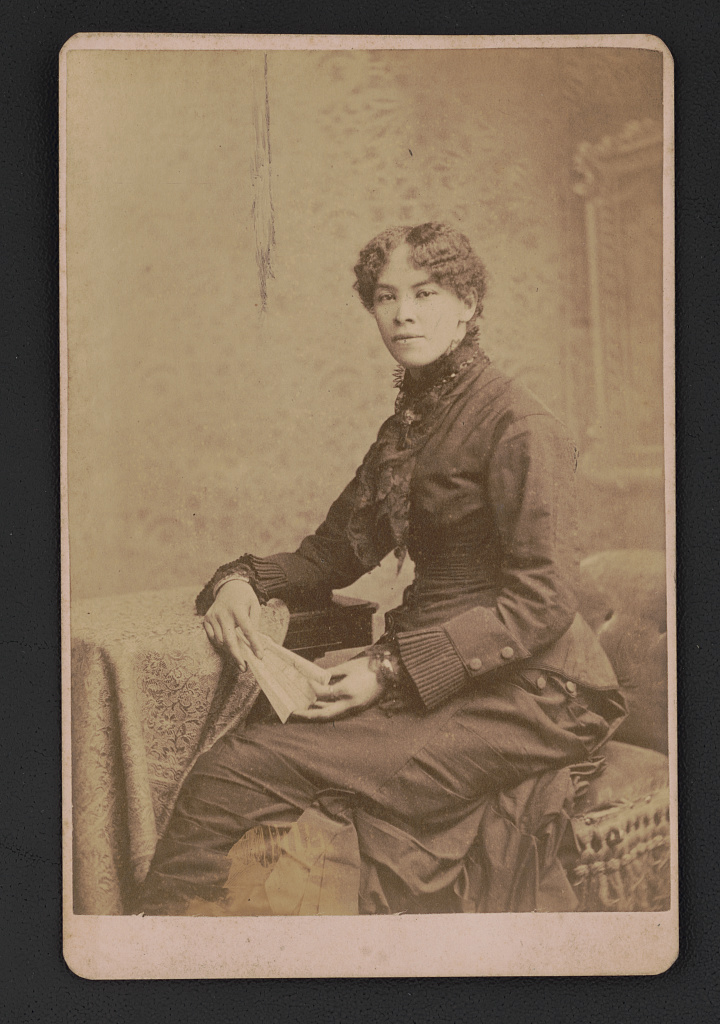
Josephine Silone Yates, 1885

Yates war die zweite Tochter von Alexander und Parthenia Reeve Silone. Im Alter von 11 Jahren zog sie in den Haushalt eines Onkels nach Philadelphia, um das Institute for Colored Youth zu besuchen. Ein Jahr später, als ihr Onkel nach Washington, D.C. zog, um einen Lehrstuhl für Theologie an der Howard University zu übernehmen, kehrte sie zu ihrer Familie zurück. Zwei Jahre später lebte sie in Newport bei einer Tante, wieder um eine bessere Schulbildung zu erhalten. Sie schloss die Grundschule als einzige Afroamerikanerin und 1877 als erste Afroamerikanerin die Rogers High School (Rhode Island) als Jahrgangsbeste ihres Abschlussjahrgangs ab. Anschließend besuchte sie die Rhode Island State Normal School, legte 1879 als einzige Afroamerikanerin die staatliche Lehrerprüfung ab und wurde einer biografischen Skizze zufolge, die erste Afroamerikanerin, die zum Unterrichten an den öffentlichen Schulen von Rhode Island zugelassen wurde.
Sie lehrte Chemie am Lincoln Institute in Missouri (heute Lincoln University (Missouri)). 1886 bot ihr Booker T. Washington eine Stelle als Schulleiterin am Tuskegee Institute in Alabama an, aber sie lehnte ab. Sie blieb am Lincoln Institute und wurde dort Professorin mit einem Jahresgehalt von 1.000 Dollar.
1889 heiratete sie William W. Yates, einen Schuldirektor in Kansas City, mit dem sie zwei Kinder bekam. Ihre Tochter Josephine wurde Lehrerin und ihr Sohn William Blyden wurde Arzt. Sie gab ihre Lehrtätigkeit auf und 1902 nahm sie ihre Lehrtätigkeit am Lincoln Institute wieder auf. Sie unterrichtete Englisch und Zeichnen und wurde Beraterin für Studentinnen. Als Anna Julia Cooper am Lincoln Institute unterrichtete, lebten Yates und Cooper im selben Frauenwohnheim.
In diesen Jahren schrieb Yates für verschiedene Publikationen, davon zehn unter dem Pseudonym R.K. Potter, und engagierte sich im Clubleben afroamerikanischer Frauen in Kansas City.
1903 erwarb sie einen Master of Arts an der University of Illinois. Nach ihrer Beförderung zur Leiterin der naturwissenschaftlichen Abteilung wurde sie die erste Afroamerikanerin, die eine ordentliche Professur an einem amerikanischen College oder einer amerikanischen Universität innehatte.
1910 kehrte sie nach dem Tod ihres Mannes nach Kansas City zurück, wo sie an der Lincoln High School unterrichtete und für das Kansas City Board of Education arbeitete.
Yates engagierte sich in Clubs und Organisationen, die für soziale Veränderungen kämpften. 1893 war sie Mitbegründerin der Kansas City Woman's League und wurde deren erste Präsidentin. Sie war 1896 an der Gründung der National Association of Colored Women (NACW) beteiligt und war von 1897 bis 1901 Schatzmeisterin und von 1901 bis 1906 war sie zwei Amtszeiten lang Präsidentin der NACW. Sie verfasste auch zahlreiche Beiträge für The Women's Era, bevor und nachdem es zur offiziellen Publikation der NACW wurde. Sie hielt auf der zweijährlichen Tagung 1899 in Chicago einen Vortrag. In den Jahren, in denen Yates Präsidentin der NACW war, gab es in der Vereinigung eine Wahlrechtsabteilung. Ihre Schriften erschienen unter anderem im Southern Workman, Voice of the Negro, Woman's Era, Indianapolis Freeman und Kansas City Rising Son.
Sie starb 1912 im Alter von 53 Jahren nach kurzer Krankheit.